# Prizorišče prvega nacionalnega kongresa kitajske komunistične partije
Prizorišče prvega nacionalnega kongresa Komunistične partije Kitajske (kitajsko: 中国共产党第一次全国代表大会会址) je danes ohranjeno kot muzej v Šanghaju na Kitajskem. Stoji v Šintiandiju, ob cesti Šingje (prej Rue Wantz, v francoski koncesiji v Šanghaju). Je v zgodovinskih stavbah šikumen, v katerih je julija 1921 potekal 1. nacionalni kongres Komunistične partije Kitajske.
Muzej združuje razstave o zgodovini Kitajske, zgodovini mesta Šanghaj in dogodkih, povezanih z ustanovitvijo Komunistične partije Kitajske. Je pomembno mesto za rdeči turizem.(str.8)

## Zgodovina
Leta 1950 je bil član Šanghajskega muzeja Šen Džiju zadolžen za iskanje lokacije, saj je vedel le, da je bila nekje znotraj francoske koncesije.(str.30) Prizadevanja za iskanje lokacije so bila otežena zaradi sprememb v soseski v letih po prvem nacionalnem kongresu.
Ko je Šen lokacijo našel, je šlo za trgovino z rezanci z imenom Hengfuchang Noodles. Šanghajski partijski odbor je lokacijo začel najemati septembra 1951, medtem ko se je nadaljeval večletni postopek preverjanja pristnosti. Lokacijo je kupil maja 1952.
Prizadevanja za ponovitev notranje ureditve lokacije v času prvega nacionalnega kongresa so se nadaljevala do leta 1956, ko so bila dokončana po Dong Bivujevem pregledu lokacije in potrditvi, da je sestanek potekal v spodnjem delu.
Načrti za velik muzejski kompleks okoli stavbe so bili odpovedani zaradi finančnih težav Velikega skoka naprej. Priprave na ta pristop so med drugim prispevale k obsegu okrožja Šintiandi v sodobnem času.
Leta 1961 je bilo najdišče razglašeno za nacionalno kulturno relikvijo pod državno zaščito, najpomembnejše od tovrstnih razglašenih najdišč v Šanghaju.
Lokacija je bila za javnost zaprto v letih 1966, 1967 in 1968 (prva leta kulturne revolucije) in ponovno odprto leta 1969. Osebje muzeja je bilo še naprej aktivno v obdobju, ko je bil zaprt, vključno z organizacijo potujočih razstav in zbiranjem dodatnih zgodovinskih predmetov. Zbirali so tudi predmete kulturne revolucije, zlasti tiste, povezane z Januarsko nevihto. Potujoče razstave muzeja so prinesle zgodovinske predmete na lokacije, vključno s primestnimi tovarnami in podeželskimi občinami.
Leta 1980 so bile razstave na lokaciji bistveno spremenjene, da so vključile dodatne ustanovitelje KKP, ki so bili prej izključeni, kot je Čen Dušju.
Osebje muzeja se osredotoča na uvajanje najnovejših trendov v muzeologiji.